# Aciagrion borneense
Aciagrion borneense е вид водно конче от семейство Coenagrionidae. Видът е незастрашен от изчезване.

## Разпространение
Разпространен е в Бруней, Виетнам, Индия (Мизорам), Камбоджа, Малайзия (Западна Малайзия, Сабах и Саравак) и Тайланд.

## Описание
Популацията им е стабилна.